# End of an Era (album van Nightwish)
End of an Era is een livealbum van de Finse symfonische-metalband Nightwish. Het album verscheen in 2006 op dvd en als dubbelalbum op cd. Op 29 mei 2009 volgde een uitgave op blu-ray. De opnames vonden plaats tijdens een live-uitvoering in de Hartwall Arena in Helsinki. Het concert was de laatste van de wereldwijde tournee ter promotie van Nightwish' studioalbum Once (2004). Zangeres Tarja Turunen werd na het concert in een open brief ontslagen door de band.

## Inhoud
De dvd bevat foto's en de documentaire A Day Before Tomorrow waarin de band in de twee weken voorafgaand aan het concert gevolgd wordt.

## Ontvangst
Katherine Fulton van AllMusic was te spreken over de kwaliteit van de opname van wat ze "a band this layered (Guitars! Drums! Vocals! Keyboards! Backing tracks!) in a setting like this" noemde.

## Tracklist
| Nr. | Titel                                                    | Tekst                         | Muziek                     | Duur  |
| --- | -------------------------------------------------------- | ----------------------------- | -------------------------- | ----- |
| 1.  | Dark Chest of Wonders (incl. intro van The Last Samurai) | Tuomas Holopainen             | Holopainen                 | 4:43  |
| 2.  | Planet Hell                                              | Holopainen                    | Holopainen                 | 4:45  |
| 3.  | Ever Dream                                               | Holopainen                    | Holopainen                 | 5:27  |
| 4.  | The Kinslayer                                            | Holopainen                    | Holopainen                 | 4:09  |
| 5.  | The Phantom of the Opera (cover van Andrew Lloyd Webber) | Charles Hart, Richard Stilgoe | Andrew Lloyd Webber        | 5:12  |
| 6.  | The Siren                                                | Holopainen                    | Holopainen, Emppu Vuorinen | 4:53  |
| 7.  | Sleeping Sun                                             | Holopainen                    | Holopainen                 | 4:55  |
| 8.  | High Hopes (cover van Pink Floyd)                        | David Gilmour, Polly Samson   | Gilmour                    | 6:54  |
| 9.  | Bless the Child                                          | Holopainen                    | Holopainen                 | 6:25  |
| 10. | Wishmaster (incl. intro van Iron Maidens The Trooper)    | Holopainen                    | Holopainen                 | 4:44  |
| 11. | Slaying the Dreamer                                      | Holopainen                    | Holopainen, Vuorinen       | 5:05  |
| 12. | Kuolema Tekee Taiteilijan                                | Holopainen                    | Holopainen                 | 4:13  |
| 13. | Nemo                                                     | Holopainen                    | Holopainen                 | 4:46  |
| 14. | Ghost Love Score                                         | Holopainen                    | Holopainen                 | 10:29 |
| 15. | Stone People (uitgevoerd door John Two-Hawks)            | John Two-Hawks                | Two-Hawks                  | 4:09  |
| 16. | Creek Mary's Blood (uitgevoerd met John Two-Hawks)       | Two-Hawks                     | Holopainen                 | 8:39  |
| 17. | Over the Hills and Far Away (cover van Gary Moore)       | Gary Moore                    | Moore                      | 5:26  |
| 18. | Wish I Had an Angel (incl. outro van King Arthur)        | Holopainen                    | Holopainen                 | 4:17  |